# US Open de 1988
O US Open de 1988 foi um torneio de tênis disputado nas quadras duras do USTA Billie Jean King National Tennis Center, no Flushing Meadows-Corona Park, no distrito do Queens, em Nova York, nos Estados Unidos, entre 29 de agosto a 11 de setembro. Corresponde à 21ª edição da era aberta e à 108ª de todos os tempos.

## Finais

### Profissional
| Categoria | Evento    | Campeã(s)(o/ões)            | Vice-campeã(s)(o/ões)                   | Resultado               | Chave(s)  | Chave(s)       |
| --------- | --------- | --------------------------- | --------------------------------------- | ----------------------- | --------- | -------------- |
| Simples   | Masculino | Mats Wilander               | Ivan Lendl                              | 6–4, 4–6, 6–3, 5–7, 6–4 | principal | qualificatório |
| Simples   | Feminino  | Steffi Graf                 | Gabriela Sabatini                       | 6–3, 3–6, 6–1           | principal | qualificatório |
| Duplas    | Masculino | Sergio Casal Emilio Sánchez | Rick Leach Jim Pugh                     | w.o.                    | principal | principal      |
| Duplas    | Feminino  | Gigi Fernández Robin White  | Patty Fendick Jill Hetherington         | 6–4, 6–1                | principal | principal      |
| Duplas    | Misto     | Jana Novotná Jim Pugh       | Elizabeth Sayers Smylie Patrick McEnroe | 7–5, 6–3                | principal | principal      |

### Juvenil
| Categoria | Evento    | Campeã(s)(o/ões)               | Vice-campeã(s)(o/ões)                | Resultado | Chave(s)  | Chave(s)       |
| --------- | --------- | ------------------------------ | ------------------------------------ | --------- | --------- | -------------- |
| Simples   | Masculino | Nicolás Pereira                | Nicklas Kulti                        | 6–1, 6–2  | principal | qualificatório |
| Simples   | Feminino  | Carrie Cunningham              | Rachel McQuillan                     | 7–5, 6–3  | principal | qualificatório |
| Duplas    | Masculino | Jonathan Stark Jonathan Yancey | Massimo Boscatto Stefano Pescosolido | 7–6, 7–5  | principal | principal      |
| Duplas    | Feminino  | Meredith McGrath Kimberly Po   | Cathy Caverzasio Laura Lapi          | 6–3, 6–1  | principal | principal      |